# Cédric Grand
Cédric Grand (Ginevra, 14 gennaio 1976) è un bobbista svizzero.

## Biografia
Ai XX Giochi olimpici invernali (edizione disputatasi nel 2006 a Torino, Italia) vinse la medaglia di bronzo nel Bob a 4 con i connazionali Martin Annen, Beat Hefti e Thomas Lamparter partecipando per la nazionale svizzera, venendo superate da quella russa e da quella tedesca.
Il tempo totalizzato fu di 3:40.83, mentre gli altri tempi furono di 3:40.55 e 3:40.42. 
Inoltre ai campionati mondiali vinse alcune medaglie:
- nel 2001, argento nel bob a due[3]
- nel 2007, oro nel bob a quattro, con Ivo Rüegg, Beat Hefti e Thomas Lamparter[4]
- nel 2009, oro nel bob a due, argento nel bob a quattro con Ivo Rüegg, Beat Hefti e Thomas Lamparter.